# Kedokangabus
Kedokangabus is een bestuurslaag in het regentschap Indramayu van de provincie West-Java, Indonesië. Kedokangabus telt 6128 inwoners (volkstelling 2010).